# جو بيسكوبو
جو بيسكوبو (بالإنجليزية: Joe Piscopo) هو كاتب سيناريو ومنتج أفلام وممثل أمريكي، ولد في 17 يونيو 1951 في الولايات المتحدة.

## أعمال

### مسلسلات
- العرض المتأخر مع ديفيد ليترمان

## وصلات خارجية
- جو بيسكوبو على موقع IMDb (الإنجليزية)
- جو بيسكوبو على موقع ألو سيني (الفرنسية)
- جو بيسكوبو على موقع ميوزك برينز (الإنجليزية)
- جو بيسكوبو على موقع أول موفي (الإنجليزية)
- جو بيسكوبو على موقع قاعدة بيانات برودواي على الإنترنت (الإنجليزية)
- جو بيسكوبو على موقع قاعدة بيانات الأفلام السويدية (السويدية)
- جو بيسكوبو على موقع إن إن دي بي (الإنجليزية)
- جو بيسكوبو على موقع ديسكوغز (الإنجليزية)
- جو بيسكوبو على موقع قاعدة بيانات الفيلم (الإنجليزية)
- جو بيسكوبو على موقع كينوبويسك (الروسية)